# クラブルイ
クラブルイ(Crab Louie)は、カニ肉を用いたサラダである。キングオブサラダと呼ばれることもある。レシピの起源は、1900年代初めのアメリカ合衆国西海岸に遡る。
この料理の正確な起源は不明だが、サンフランシスコのSolari'sでは、1914年には既に提供されていたことが知られている。クラブルイのレシピは、この頃書かれたClarence E. EdwordsによるBohemian San Franciscoにも掲載されている。また、これに似た"Crabmeat a la Louise"サラダのレシピは、この町のサンフランシスホテルの料理長を務めていた
Victor Hirtzlerによる料理書の1910年版から掲載されている。また、Portland Council of Jewish Womenが1912年に編纂したThe Neighborhood Cook Bookにも初期のレシピが見られる。サンフランシスコのBergez-Frank's Old Poodle Dogレストランの1908年のメニューには、1908年5月に亡くなったシェフのLouis Coutardの名前に因んだ"Crab Leg à la Louis (special)"が含まれていた。
ワシントン州スポケーンにあるダベンポートホテルやシアトルのオリンピッククラブを発祥とする説もある。

## 材料
クラブルイの主食材は、その名前が示す通り、カニ肉である。アメリカイチョウガニが好まれるが、安価なカニカマも含め、他の種類のカニを代わりに用いることもできる。様々なバリエーションがあるが、不可欠な材料は、ルイドレッシングやサウザンアイランドドレッシング、グリーンゴッデスのようなクリーミーなサラダドレッシングである。レシピにより、ドレッシングは別添えされることも、材料と混ぜられることもある。用いられる主な具材は、カニ肉、固ゆで卵、トマト、アスパラガス、下に敷くアイスバーグレタス等である。オリーブやスキャリオン等が加えられることもある。
ロブスタールイと呼ばれるバリエーションは、カニ肉の代わりにロブスターを用いる。